# Rivadávio Alves Pereira
Rivadávio Alves Pereira (Cambuci, 4 de maio de 1944), mais conhecido como Riva, foi um futebolista brasileiro que atuava como zagueiro.

## Carreira
Durante sua carreira no futebol, Riva jogou pelo Fluminense FC. Com o Fluminense conquistou o Campeonato Carioca em 1964.

### Seleção brasileira
Em 1963, Riva participou dos Jogos Pan-Americanos, que o Brasil venceu. Riva disputou as quatro partidas do torneio, contra Uruguai, EUA, Chile e Argentina.
Em 1964, Riva participou das Olimpíadas de Tóquio. No torneio, Riva era reserva e não disputou nenhuma partida.